# グレッグ・ホークス
グレッグ・ホークス（Greg Hawkes、1952年10月22日 - ）は、ロック・バンド、カーズのキーボード奏者として広く知られているアメリカのミュージシャン。
アメリカ・メリーランド州フルトン出身のホークスは、アソルトン高校に通い、そこでティース (Teeth)と呼ばれるバンドで演奏した。その後、バークリー音楽大学に2年間通い、作曲とフルートを専攻した。彼がフルート、サックス、クラリネットを演奏するマーティン・マル・アンド・ヒズ・ファビュラス・ファーニチュアなど、さまざまなバンドで演奏するために退学。また、後にカーズでのバンドメイトとなったリック・オケイセックとベンジャミン・オールを含む、リチャード・アンド・ザ・ラビッツと呼ばれるバンドでも演奏するようになった。彼はカーズに参加した最後のメンバーとなった。ホークスはまた、元カーズのメンバーであるエリオット・イーストン、ボーカリスト/ギタリストのトッド・ラングレン、ベーシストのカシム・サルトン、ドラマーのプレーリー・プリンスと共にニュー・カーズにも参加した。2018年、ホークスはカーズのメンバーとしてロックの殿堂入りを果たした。

## 略歴

### カーズ
ホークスの最も注目すべき関わりは、カーズとの関係である。ホークスは、1980年代のサウンドを作り上げるのに役立つ、利用可能なテクノロジーとシーケンスの限界を押し広げていった。カーズは、ロックおよびニュー・ウェイヴのバンドとして商業的に知られていたが、彼は「ドライヴ」などカーズのヒット曲がもつシンセポップとニュー・ウェイヴのサウンドに多大な影響を与えた。彼の代表的なサウンドには「レッツ・ゴー」や「Hello Again」で聴かれるプロフェット5による「同期 (sync)」サウンドや、「シェイク・イット・アップ」や「Heartbeat City」などでのアルペジオやシンコペーションのシンセ・ラインが含まれる。
2010年、ホークスはカーズの生き残ったオリジナル・メンバーと再結成し、2011年5月10日にリリースされた『ムーヴ・ライク・ディス』というタイトルの24年ぶりのアルバムをレコーディングした。

### その他
ホークスはまた、ソロ・アーティストとしてのオケイセックと共演し、キーボードとベースの両方を演奏することがよくあった。1983年には、ソロ・アルバム『Niagara Falls』をリリース。また、ギター、ベース、打楽器、サックス、クラリネット、ウクレレも演奏している。2008年には、ウクレレでビートルズの曲を演奏したソロ・アルバム『The Beatles Uke』をリリースした。
ホークスは、1978年にバージニア州を拠点とするプログレッシブ・ロック・バンド、ハッピー・ザ・マンのセカンド・アルバム『クラフティー・ハンズ』の「Service with a Smile」で作曲クレジットを受けた。
1989年、クリス・ヒューズがグレッグにポール・マッカートニーの新曲を録音するためにイギリスに来るように依頼した。彼はアルバム『フラワーズ・イン・ザ・ダート』の「Motor of Love」に参加し、まさにサウス・オブ・ロンドンの古い風車につくられたマッカートニー自身のレコーディング・スタジオで録音された。
1995年、ホークスは、スカイ・ドゥエラーズ (The Sky Dwellers)のメンバーを務めた。これにはマニファクチャー (Manufacture)というバンドのペリー・ゲイヤー (Perry Geyer)も参加していた。
2009年、ホークスはボストンを拠点とするニュー・ウェイヴ・バンド、ニュー・コリジョンズ (New Collisions)のアルバム『Invisible Embraces』の数曲に、シンセを提供した。
ホークスはまた、子供向けテレビ・シリーズ『Yo Gabba Gabba!』に少なくとも2回出演しており、特定の楽器の演奏について視聴者に教えるセグメントに出演している。視聴者にウクレレの演奏を教える彼の出演の1つでは、カーズのヒット・シングル「ユー・マイト・シンク」を演奏した。
2014年5月8日、ホークスはボストンのパラダイス・ロック・クラブでカリフォルニアのコメディ・ロック/ニュー・ウェイヴ・バンド、アクアバッツと共にステージに登場し、カーズの「燃える欲望 (Just What I Needed)」のカバーでシンセサイザーを演奏してバンドに参加した。
2017年、ホークスはトッド・ラングレンと一緒に、彼の「ホワイトナイツ：ザ・チヴァル・ロック・ツアー」で、キーボードとサックスを演奏するためツアーに同行した。ホークスは、2018年にラングレンのトッドストック・イベントにも参加した。

### 現在
ホークスはマサチューセッツ州リンカーンに暮らし、セッション・ミュージシャンとして仕事している。彼は、元ギタリストのエリオット・イーストンをフィーチャーしたカーズの部分的な改変であるニュー・カーズのメンバーを務めた。他のオリジナル・カーズ・メンバーに代わって、シンガー/ギタリストのトッド・ラングレン、ユートピアのベーシスト/ボーカリストのカシム・サルトン、元チューブスのドラマーであるプレーリー・プリンスが加わった。カシムがミートローフとツアーをしている間は、アトム・エリス (Atom Ellis)がベースを担当した。バンドは2006年から2007年にかけてツアーを行った。2006年6月には、3曲の新しいスタジオ・トラックを収録したライブ・アルバム『It's Alive!』がリリースされた。
カーズが2010年に再結成する前、ホークスはタートルズ (フロ&エディ主導)やトッド・ラングレンと共に演奏した。

### ウクレレ
2001年以来、ホークスはカーズの曲「ベスト・フレンズ・ガール」「ドライヴ」「トゥナイト・シー・カムズ」「ユー・マイト・シンク」の演奏を含め、ウクレレを弾いたり実験したりしている。
2008年、ホークスはSolid Air Recordsからアルバム『The Beatles Uke』をリリースした。このアルバムは、15曲のビートルズ・クラシックのインストゥルメンタル・バージョンで構成されており、マルチトラック録音を使用してウクレレ・オーケストラを作成する、彼が「UKEsymphonic」スタイルと呼んでいるものである。このCDは、ビートルズ、特にマッカートニーがホークスの音楽とキャリアに与えた影響の証である。他の楽器の中でも、ホークスはタルスマ・カスタム・ウクレレを所有して、演奏している。

## ディスコグラフィ

### スタジオ・アルバム
- Niagara Falls (1983年、Passport)
- The Beatles Uke (2008年、Solid Air)

### シングル
- "Jet Lag" (1983年)
- "Backseat Waltz" (1983年)

### カーズ
- 『錯乱のドライヴ/カーズ登場』 - The Cars (1978年、Elektra)
- 『キャンディ・オーに捧ぐ』 - Candy-O (1979年、Elektra)
- 『パノラマ』 - Panorama (1980年、Elektra)
- 『シェイク・イット・アップ』 - Shake It Up (1981年、Elektra)
- 『ハートビート・シティ』 - Heartbeat City (1984年、Elektra)
- 『ドア・トゥ・ドア』 - Door To Door (1987年、Elektra)
- 『ムーヴ・ライク・ディス』 - Move Like This (2011年、Hear Music)